# Peter Bieri
Peter Bieri (Berna, 23 de juny de 1944 - Berlín, 27 de juny de 2023) filòsof i escriptor suís germanoparlant més conegut pel seu pseudònim Pascal Mercier.
Bieri va estudiar filosofia, filologia anglesa i estudis indis a Londres i Heidelberg on li van atorgar un doctorat Dieter Henrich i Ernst Tugendhat.
Pel seu treball sobre la Filosofia de l'espai i el temps. Després va treballar com a assistent científic de filosofia a la Universitat de Heidelberg.
Bieri va cofundar la unitat de recerca "Cognició i Cervell" en la Deutsche Forschungsgemeinschaft. i les seves recerques es van orientar a la filosofia de la ment, l'epistemologia i l'ètica. De 1990 a 1993, va ser professor d'història de la filosofia a la Universitat de Marburgo i a partir de 1993 va ensenyar filosofia a la Universitat Lliure de Berlín.

## Obra
- Pascal Mercier: Perlmanns Schweigen. Albrecht Knaus, Múnic 1995
- Pascal Mercier: Der Klavierstimmer. Albrecht Knaus, Múnic 1998.
- Peter Bieri: Das Handwerk der Freiheit. Hanser, Múnic 2001
- Pascal Mercier: Nachtzug nach Lissabon, Múnic 2004.
- Pascal Mercier: Lea (Novelle). Hanser, Múnic 2007